# ولادیمیر کوزین
ولادیمیر سمیونویچ کوزین (روسی: Владимир Семёнович Кузин؛ ۱۵ ژوئیهٔ ۱۹۳۰ – ۵ اکتبر ۲۰۰۷) اسکی‌باز صحرانوردی اهل اتحاد جماهیر شوروی سوسیالیستی بود.
وی همچنین برندهٔ جوایزی همچون نشان لنین شده‌است.
او در طول دهه ۱۹۵۰ مسابقه داد.
او در المپیک زمستانی ۱۹۵۶ در رله 4×10 مدال طلا کسب کرد و همچنین در همان المپیک در مسابقات 30 کیلومتری موفق به کسب رتبه ۵ شد 